# واریمبا، نیو ساوت ولز
واریمبا (به انگلیسی: Wareemba) یک حومه شهر در استرالیا است که در نیو ساوت ولز واقع شده‌است.